# Государственный институт музыкальной науки
Государственный институт музыкальной науки (ГИМН) — институт, существовавший в Москве с 1921 по 1931 год и ориентированный на проведение фундаментальных академических исследований в различных сферах музыкальной науки. Располагался по адресу Мясницкая, 49, в бывшем доме купчихи Н. И. Аплаксиной.

## История
Государственный институт музыкальной науки, основанный 1 ноября 1921 года, был создан на базе музыкально-научных организаций при музыкальных отделах Наркомпроса и Московского Пролеткульта. Его основной задачей было централизованное проведение исследований по вопросам акустики, музыковедения, этномузыкологии, создания новых музыкальных инструментов и т. п.
Директором ГИМНа стал Н. А. Гарбузов. Структура института неоднократно менялась; периодически внутри него создавались временные комиссии по отдельным проблемам музыкальной науки. При ГИМНе существовали также музыкально-теоретическая библиотека, акустическая лаборатория, мастерские и лаборатории музыкальных инструментов. В институте проводились разнообразные научные исследования, создавались экспериментальные музыкальные инструменты, публиковались статьи. ГИМН отличался стремлением к максимально полному и всестороннему охвату различных областей музыкальной науки. Его членами были многие выдающиеся учёные и изобретатели, такие как Леонид Сабанеев, Лев Термен, Николай Бернштейн, Эмилий Розенов и пр.
С 10 февраля по 10 ноября 1923 года ГИМН был временно объединён с Российской академией художественных наук, после чего вновь обрёл самостоятельный статус. Однако штат института сократился, а его структура в очередной раз изменилась — осталось пять секций: физико-техническая, физиолого-психологическая, этнографическая и две экспериментально-педагогические. В реорганизации принимали участие Николай Гарбузов, Арсений Авраамов и Михаил Гнесин. Тем не менее, несмотря на то, что сам Авраамов считал ГИМН своим детищем, в официальных документах его имя не упоминается.
6 октября 1931 года ГИМН был расформирован. В 1933 году Н. А. Гарбузов открыл при Московской государственной консерватории новый Научно-исследовательский музыкальный институт (НИМИ), впоследствии известный как Лаборатория музыкальной акустики.